# مقاطعة كلرفيلد (بنسلفانيا)
مقاطعة كلرفيلد (بالإنجليزية: Clearfield County, Pennsylvania)‏ هي إحدى مقاطعات ولاية بنسلفانيا في الولايات المتحدة. بلغ عدد سكانها 81642 نسمة في عام 2010 حسب إحصاء مكتب تعداد الولايات المتحدة.

## أعلام
- ألكسندر براون ماكي
- إدنا يوست
- فيليب بليس

## وصلات خارجية
- www.clearfieldco.org